# النهاية الزمنية
النهاية الزمنية هي العقيدة التي تقول أن الزمن محدود في الماضي. إن فلسفة أرسطو، المُعبر عنها في أعمال مثل الفيزياء، تنص على أنه على الرغم من أن الفضاء محدود، حيث لا يوجد سوى الفراغ خارج المجال الخارجي للسماوات، فإن الزمن لا نهائي. وقد تسبب هذا في حدوث مشاكل للفلاسفة المسلمين في العصور الوسطى وتبع ذلك مشاكل فلسفية يهودية ومسيحية، والذين كانوا في المقام الأول من أتباع نظرية الخلق، ولم يتمكنوا من التوفيق بين مفهوم أرسطو للأبدية وسردية الخلق في سفر التكوين.

## خلفية العصور الوسطى
على النقيض من الفلاسفة اليونانيين القدماء الذين اعتقدوا أن الكون له ماضٍ لا نهائي بلا بداية، طور الفلاسفة واللاهوتيون في العصور الوسطى مفهوم أن الكون له ماضٍ محدود وبداية. وقد استُلهمت هذه النظرة من أسطورة الخلق المشتركة بين الديانات الإبراهيمية الثلاثة: اليهودية والمسيحية والإسلام.
قبل موسى بن ميمون، كان يُعتقد أنه من الممكن إثبات نظرية الخلق فلسفيًّا. على سبيل المثال، كانت الحجة الكونية الكلامية تقول إن الخلق كان قابلًا للإثبات. كان موسى بن ميمون نفسه يعتقد أنه لا يمكن إثبات الخلق ولا الزمن اللانهائي الذي تحدث عنه أرسطو، أو على الأقل أنه لا يوجد دليل متاح. (وفقًا للباحثين في أعماله، فإنه لم يقم بتمييز رسمي بين عدم القدرة على الإثبات والغياب البسيط للدليل). تأثر توما الأكويني بهذا الاعتقاد، وأكد في كتابه "الخلاصة اللاهوتية" أن أيًا من الفرضيتين غير قابل للإثبات. وعلى العكس من ذلك، رأى بعض خلفاء موسى بن ميمون اليهود، ومنهم جيرسونيدس وكريسكاس [الإنجليزية]، أن هذه المسألة قابلة للحسم فلسفيًا.
وقد تم تطوير الحجج الأكثر تعقيدًا في العصور الوسطى ضد الماضي اللانهائي في وقت لاحق في وتحديدًا ضمن إطار الفلسفة الإسلامية المُبكرة، ومن أبرز من تحدثوا عنها: الكندي، وسعيد بن يوسف، والغزالي. لقد طوروا حجتين منطقيتين ضد الماضي اللانهائي، الأولى هي "حجة استحالة وجود لانهائي فعلي"، والتي تنص على: 
"لا يمكن أن يوجد ما لا نهاية له فعليًا."
"إن التراجع الزمني اللانهائي للأحداث هو لانهائي فعلي."
"وبالتالي لا يمكن أن يوجد انحدار زمني لا نهائي للأحداث."
تعتمد هذه الحجة على التأكيد (غير المُثبت) بأن اللانهائي الفعلي لا يمكن أن يوجد؛ وأن الماضي اللانهائي يعني سلسلة لا نهائية من "الأحداث"، وهي كلمة غير مُعرفة بوضوح. الحجة الثانية، "حجة استحالة إكمال ما لا نهاية له فعليًا عن طريق الجمع المتتالي"، تنص على:
"لا يمكن إكمال اللانهاية الفعلية عن طريق إضافة متتالية."
"تم إكمال السلسلة الزمنية للأحداث الماضية عن طريق الإضافات المتتالية."
"وبالتالي فإن السلسلة الزمنية للأحداث الماضية لا يمكن أن تكون لانهائية بالفعل."
تنص العبارة الأولى، بشكل صحيح، على أن (عددًا) محدودًا لا يمكن تحويله إلى (عدد) لانهائي عن طريق إضافة عدد محدود من الأعداد المحدودة. أما الفكرة الثانية فتدور حول هذا؛ الفكرة المماثلة في الرياضيات، وهي أن المتوالية (اللامتناهية) من الأعداد الصحيحة السالبة "..-3، -2، -1" يمكن تمديدها بإضافة صفر، ثم واحد، وهكذا؛ وهي فكرة صالحة تمامًا.
وقد تبنى الفلاسفة واللاهوتيون المسيحيون في وقت لاحق كلا الحجتين، وأصبحت الحجة الثانية على وجه الخصوص أكثر شهرة بعد أن تبناها إيمانويل كانط في أطروحته حول التناقض الأول فيما يتعلق بالزمن.

## الاستشهادات
1. ↑  Feldman 1967، صفحات 113-37.
2. 1 2 3  Craig 1979.
3. ↑  Feldman 1967.
4. ↑  Craig 1979، صفحات 165-66.

## قراءة إضافية
- Bunn، Robert (1988). "Review of Time, Creation, and the Continuum: Theories in Antiquity and the Early Middle Ages by Richard Sorabji". Philosophy of Science. ج. 55 ع. 2: 304–306. DOI:10.1086/289436.
- Craig، W. L. (2000). The Kalām Cosmological Argument. Wipf and Stock Publishers.
- Draper، Paul (2007). "A Critique of the Kalām Cosmological Argument". في Pojman، Louis P.؛ Rea، Michael (المحررون). Philosophy of Religion: An Anthology (ط. 5th). Cengage Learning. ص. 45–51.
- Moore، A. W. (2001). "Medieval and Renaissance Thought". The Infinite. Routledge. ص. 46–49.
- Sorabji، Richard (2006). Time, Creation and the Continuum (ط. Paperback). University of Chicago Press.
- Waters، B. V. (2013). "Methuselah's Diary and the Finitude of the Past" (PDF). Philosophia Christi. ج. 15 ع. 2: 463–469. DOI:10.5840/pc201315240. مؤرشف من الأصل (PDF) في 2025-03-05.
- Waters، B. V. (2015). "Toward a new kalām cosmological argument". Cogent Arts and Humanities. ج. 2 ع. 1: 1–8. DOI:10.1080/23311983.2015.1062461.
- White، M. J. (1992). "Aristotle on Time and Locomotion". The Continuous and the Discrete: Ancient Physical Theories from a Contemporary Perspective. Oxford University Press.